# Ozicrypta clarki
Ozicrypta clarki là một loài nhện trong họ Barychelidae. Loài này phân bố ờ Queensland.